# Бойко Анатолій Леонідович
Анатолій Леонідович Бойко (11 березня 1938 — 26 листопада 2020) — український учений-вірусолог, еколог, біотехнолог. Доктор біологічних наук, професор. Академік НААНУ. Академік АН ВШ України з 1995 р.

## Біографія
Народився в смт Корнин Попільнянського району Житомирської області. Закінчив Житомирський сільськогосподарський інститут (1962). З 1963 р. працював в Інституті мікробіології та вірусології АН УРСР, з 1978 по 2004 р. — завідувач кафедри вірусології КНУ ім. Т. Шевченка. З 2004 р. — професор кафедри. Доктор біологічних наук (1983), професор (1984).

## Наукові досягнення
Наукові дослідження пов'язані зі структурою та функціями вірусів за різних екологічних ситуацій, вивченням нових вірусів рослин, бактерій (вперше отримав результати з седиментаційних властивостей, морфолого-структурної будови і локалізації цих вірусів у клітині), вірусів гідробіонтів, розробленням біотехнологій. Відкрив разом з учнями ряд нових положень у поведінці вірусів при дії на них радіації, геліокосмофізичних факторів.
Автор понад 500 наукових праць. Має ряд патентів та авторських свідоцтв на винаходи, сорти рослин.
Створив наукову школу. Підготував 30 кандидатів та докторів наук.
Експерт Європейської комісії «Інкокопернікус» (Брюссель, з 1997 р.). Виступав науковим консультантом з питань вірусології в наукових центрах та університетах Росії, Угорщини, Польщі, В'єтнаму, США.

## Звання і нагороди
Академік УААН (нині НААНУ, 1993). Лауреат премії ім. Д. Заболотного НАН України (1997). Заслужений діяч науки і техніки України (2004). Лауреат Нагороди Ярослава Мудрого АН ВШ України (2005). Лауреат Державної премії України (2005). Заслужений професор КНУ ім. Т. Шевченка (2006).
З 2004 р. — член президії АН ВШ України, академік-секретар відділення біології, хімії та медицини. З 2010 р. — радник президії АН ВШ України. Експерт ВАКУ та МОНУ. Член спеціалізованих вчених рад при біологічному факультеті ХНУ ім. Т. Шевченка. Член редакційних рад декількох наукових видань. Має урядові нагороди. Нагороджений численними дипломами та сертифікатами.

## Джерело
- Академія наук вищої школи України. 1992—2010. Довідник